# Évêque d'Aston
L'évêque d'Aston (Bishop of Aston en anglais) est un titre épiscopal utilisé par un évêque suffragant du diocèse de l'Église d'Angleterre de Birmingham, dans la province de Canterbury en Angleterre. Le titre tire son nom d’Aston un quartier de la ville de Birmingham. L'évêque suffragant d'Aston assiste l'évêque diocésain de Birmingham et partage la surveillance épiscopale à travers le diocèse.
Anne Hollinghurst est devenue évêque suffragante d'Aston, la première femme à occuper ce poste après sa consécration le 29 septembre 2015,.

## Liste des évêques
| Évêque de Aston   | Évêque de Aston | Évêque de Aston   | Évêque de Aston                            |
| De                | Jusqu'à         | Titulaire         | Notes                                      |
| ----------------- | --------------- | ----------------- | ------------------------------------------ |
| 1954              | 1961            | Michael Parker    | Translation à Bradford.                    |
| 1962              | 1972            | David Porter      |                                            |
| 1972              | 1982            | Mark Green        |                                            |
| 1982              | 1985            | Michael Whinney   | Translation à Southwell.                   |
| 1985              | 1989            | Colin Buchanan    | Translation à Woolwich.                    |
| 1989              | 1992            | aucune nomination | aucune nomination                          |
| 1992              | 2005            | John Austin       |                                            |
| 2005              | 2008            | aucune nomination | aucune nomination                          |
| 2008              | 2014            | Andrew Watson     | Translation à Guildford, 24 novembre 2014. |
| 29 septembre 2015 | présent         | Anne Hollinghurst | ,                                          |
| Source(s):        |                 |                   |                                            |